# Georges Trombert
Georges Auguste Ernest Trombert (* 10. August 1874 in Genf, Schweiz; † 27. Februar 1949 in Lyon) war ein französischer Fechter.

## Leben
Georges Trombert nahm an den Olympischen Spielen 1920 in Antwerpen teil. Mit dem Florett belegte er den zehnten Rang, mit dem Degen schied er im Halbfinale der Einzelkonkurrenz aus. Den Säbelwettkampf beendete er im Einzel nicht. Mit der französischen Equipe gewann er mit dem Florett und mit dem Säbel jeweils die Silbermedaille, mit dem Säbel sicherte er sich mit der Mannschaft Bronze.
Für seine Verdienste im Ersten Weltkrieg wurde er am 27. Dezember 1923 zum Ritter der Ehrenlegion ernannt.